# Jean-Baptiste de Durfort, vévoda de Duras
Jean-Baptiste de Durfort, vévoda de Duras (francouzsky Jean-Baptiste de Durfort, 3. duc de Duras, marquis de Blanquefort et de Pujol, comte de Durfort et de Rauzan) (28. ledna 1684 – 8. července 1770 Paříž) byl francouzský šlechtic, vojevůdce a dvořan. Po otci zdědil v roce 1704 titul vévody, od mládí sloužil v armádě a bojoval v několika válkách 18. století. V roce 1741 dosáhl hodnosti maršála Francie.

## Životopis
Pocházel ze staré šlechtické rodiny připomínané od 11. století s majetky v oblasti Guyenne. Byl mladším synem maršála Jacquese Henriho de Durfort, vévody de Duras (1625–1704) a jeho manželky Marie Félice de Lévis Ventadour (1648–1717). Vojenskou kariéru zahájil již v dětství ve sboru královských mušketýrů, po předčasné smrti staršího bratra Jacquese (1670-1697) byl jmenován do hodnosti plukovníka (mestre de camp). Za války o španělské dědictví bojoval pod maršálem Boufflersem v Belgii a Nizozemí a již ve dvaceti letech dosáhl hodnosti brigádního generála (1704). Téhož roku po otci zdědil titul vévody de Duras (do té doby byl znám jako hrabě de Duras). Dalších válečných akcí se zúčastnil v Německu a v roce 1708 bojoval v prohrané bitvě u Oudenaarde pod maršálem Vendômem. V roce 1710 byl povýšen do hodnosti generálmajora (maréchal de camp) a s maršálem Villarsem bojoval ve vítězství u Denainu (1712).
V letech 1718–1720 během války čtverné aliance operoval na hranicích se Španělskem a k datu 30. března 1720 byl povýšen do hodnosti generálporučíka (Lieutenant-général des Armées du Roi). Od roku 1722 zastával funkci velitele v provincii Guyenne, kde vlastnil statky. V roce 1731 se stal rytířem Řádu sv. Ducha a v roce 1733 rezignoval na titul vévody ve prospěch syna. Za války o polské dědictví se podílel na obléhání císařské pevnosti Kehl, poté se zúčastnil tažení na Rýně a dobytí pevnosti Philippsburg (1734).
Dne 11. února 1741 byl povýšen do hodnosti maršála Francie (Maréchal de France), maršálskou hůl převzal osobně na zámku Versailles z rukou Ludvíka XV. Dalších vojenských operací (války o rakouské dědictví) se však již nezúčastnil a žil víceméně v soukromí, zastával jen post velitele v provincii Franche-Comté, kde od roku 1755 byl i guvernérem.
Zemřel v Paříži 8. července 1770 ve věku 86 let.

## Rodina
V roce 1706 se oženil s Angélique Victoire de Bournonville, princeznou de Bournonville (1686–1764), dcerou Alexandra de Bournonville (1662–1705), generála a důstojníka královské gardy. Vzhledem k vysokému společenskému postavení obou novomanželů se sňatek konal na zámku Versailles a slavnosti trvaly dva dny (5.–6. ledna 1706). Angélique Victoire byla později dlouholetou dvorní dámou neprovdaných dcer Ludvíka XV. Z manželství se narodily tři děti.
- 1. Victoire Félicité de Durfort de Duras (1706–1753), I. ∞ 1720 Henri Jacques de Fitzjames, 2. vévoda de Fitzjames (1702–1721),[11] syn maršála Berwicka, II. ∞ 1727 Louis d'Aumont, 5. vévoda d'Aumont (1709–1782), generálporučík, guvernér v Pikardii[12]
- 2. Marie Madeleine de Durfort (1713–1737), ∞ 1727 Emmanuel d'Hautefort, markýz d'Hautefort (1700–1777), plukovník, velvyslanec ve Vídni 1750–1753[13]
- 3. Emmanuel Félicité de Durfort, vévoda de Duras (1715–1789), maršál Francie, člen Francouzské akademie, diplomat, rytíř Řádu zlatého rouna a Řádu sv. Ducha, I. ∞ 1733 Charlotte Antoinette de La Porte-Mazarin (1719–1735), II. ∞ 1736 Louise Françoise de Coëtquen (1724–1802)